# Monti Lessini - Pasubio - Piccole Dolomiti Vicentine
Monti Lessini - Pasubio - Piccole Dolomiti Vicentine este o arie protejată (arie specială de conservare — SAC, sit de importanță comunitară — SCI, arie de protecție specială avifaunistică — SPA) din Italia întinsă pe o suprafață de 13.872 ha, integral pe uscat.

## Localizare
Centrul sitului Monti Lessini - Pasubio - Piccole Dolomiti Vicentine este situat la coordonatele 45°44′38″N 11°12′02″E / 45.743889°N 11.200556°E.

## Înființare
Situl Monti Lessini - Pasubio - Piccole Dolomiti Vicentine a fost declarat sit de importanță comunitară în mai 1995 pentru a proteja 3 specii de plante și 47 de specii de animale. Alte tipuri de protecție:
- arie de protecție specială avifaunistică (în august 2003)
- arie specială de conservare (în iulie 2018)[1][2][3]

## Biodiversitate
Situată în ecoregiunea alpină, aria protejată conține 13 habitate naturale: Liziere de ierburi înalte hidrofile de câmpie și de nivel montan până la alpin, Grohotișuri termofile și vest-mediteraneene, Păduri de fag din Europa Centrală dezvoltate pe sol calcaros cu Cephalanthero-Fagion, Pajiști uscate seminaturale și facies de acoperire cu tufișuri pe substraturi calcaroase (Festuco-Brometalia) (* situri importante pentru orhidee), Păduri acidofile de Picea de la nivel montan la nivel alpin (Vaccinio-Piceetea), Păduri ilirice de Fagus sylvatica (Aremonio-Fagion), Pante stâncoase calcaroase cu vegetație casmofită, Păduri de fag Luzulo-Fagetum, Păduri ilirice de stejar și carpen (Erythronio-Carpinion), Mlaștini alcaline, Râuri de munte și vegetația lor lemnoasă cu Salix elaeagnos, Pajiști alpine și subalpine calcaroase, Tufărișuri cu Pinus mugo și Rhododendron hirsutum (Mugo-Rhododendretum hirsuti).
La baza desemnării sitului se află mai multe specii protejate:
- plante (3): clopțelul cu frunze de crin (Adenophora lilifolia), papucul doamnei (Cypripedium calceolus), Gladiolus palustris
- păsări (42): uliu porumbar (Accipiter gentilis), uliu păsărar (Accipiter nisus), minunița (Aegolius funereus), potârnichea de stâncă (Alectoris graeca saxatilis), fâsă-de-câmp (Anthus campestris), fâsă de pădure (Anthus spinoletta), acvilă de munte (Aquila chrysaetos), cocoșul de mesteacăn (Bonasa bonasia), buha (Bubo bubo), caprimulg (Caprimulgus europaeus), mierla de apă (Cinclus cinclus), șerpar (Circaetus gallicus), erete vânăt (Circus cyaneus), cristeiul de câmp (Crex crex), ciocănitoare neagră (Dryocopus martius), presură de grădină (Emberiza hortulana), șoim călător (Falco peregrinus), vânturel de seară (Falco vespertinus), ciuvică (Glaucidium passerinum), Lagopus muta helvetica, sfrâncioc roșiatic (Lanius collurio), sfrâncioc mare (Lanius excubitor), pițigoi moțat (Lophophanes cristatus), forfecuță gălbuie (Loxia curvirostra), Lyrurus tetrix tetrix, gaia neagră (Milvus migrans), cinghiță alpină (Montifringilla nivalis), alunar (Nucifraga caryocatactes), viespar (Pernis apivorus), pitulice de munte (Phylloscopus bonelli), pitulice sfârâitoare (Phylloscopus sibilatrix), pițigoi de munte (Poecile montanus), Prunella collaris, Ptyonoprogne rupestris, sitar de pădure (Scolopax rusticola), silvie de zăvoi (Sylvia borin), silvie-mică (Sylvia curruca), silvie porumbacă (Sylvia nisoria), Tachymarptis melba,  cocoș de munte (Tetrao urogallus), fluturașul de stâncă (Tichodroma muraria), mierlă gulerată (Turdus torquatus)
- amfibieni (2): izvoraș-cu-burta-galbenă (Bombina variegata), Salamandra atra pasubiensis
- pești (3): Barbus caninus, zglăvoacă (Cottus gobio), Salmo marmoratus

Pe lângă speciile protejate, pe teritoriul sitului au mai fost identificate 54 de specii de plante, 1 specie de amfibieni, 7 specii de mamifere, 2 specii de reptile.